# Hanford Reach
Die Hanford Reach ist ein etwa 51 mi (82 km) langer frei fließender Abschnitt des Columbia River im Osten des US-Bundesstaates Washington. Sie ist nach der großen, nordwärts gerichteten Flussschleife des sonst südwärts fließenden Flusses benannt.
Die Hanford Reach ist der einzige Abschnitt des Columbia in den Vereinigten Staaten, der weder tidenbeeinflusst noch Teil eines Stausees ist, abgesehen von einem kurzen Abschnitt zwischen der Grenze zwischen Kanada und den Vereinigten Staaten und dem oberen Ende des Franklin D. Roosevelt Lake, dem Stausee des Grand Coulee Dam. Ein Großteil der Hanford Reach fließt durch die Hanford Site, eine während des Zweiten Weltkriegs gebauten Produktionsstätte von spaltbarem Material. Sie ist auch der Ort des Hanford Reach National Monument, das aus der ursprünglichen Sicherheitszone der Hanford Site geschaffen wurde. Oberhalb der Hanford Reach liegt der Priest Rapids Dam und unterhalb der McNary Dam, welcher gleichzeitig den letzten Abschnitt des Snake River staut, des größten Nebenflusses des Columbia.
Die Hanford Reach schließt auch die noch existierenden Stromschnellen der Coyote Rapids ein und bietet über vierzig Fischarten Lebensraum einschließlich einer bedeutenden Population des im Herbst laichenden Königslachses.